# Bahnhof Hannover Messe/Laatzen
Der Bahnhof Hannover Messe/Laatzen ist ein Bahnhof in Laatzen in unmittelbarer Nähe zum Messegelände Hannover. Im Regelverkehr wird er hauptsächlich durch Züge der S-Bahn Hannover bedient. Bei Großveranstaltungen wie der Hannover-Messe halten hier alle sonst durchfahrenden Züge des Nah- und Fernverkehrs. Der Bahnhof im Stadtteil Alt-Laatzen ersetzte seit der Weltausstellung Expo 2000 im Jahr 2000 den alten Messebahnhof, der an einer Stichstrecke direkt am Messegelände lag.

## Geschichte

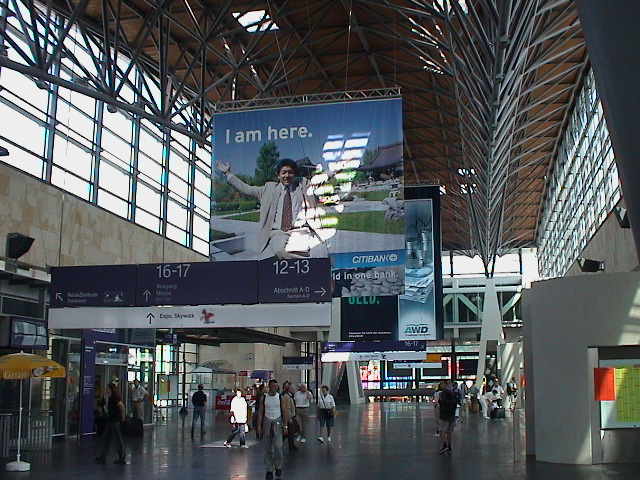
Bahnhof Hannover Messe/Laatzen, Bahnhofshalle während der Expo 2000

Der Bahnhof wurde anlässlich der Weltausstellung Expo 2000 neu gebaut. Er ersetzte den an dieser Stelle befindlichen Haltepunkt Laatzen, welcher 1977 im Zuge des Baus der Schnellfahrstrecke Hannover–Würzburg errichtet wurde und im Personenverkehr den weiter nördlich gelegenen Vorortbahnhof Hannover-Wülfel ersetzt hatte.
Für den Messeverkehr war von 1953 bis 1997 der Kopfbahnhof Hannover Messegelände bzw. Hannover Messebahnhof direkt am Messegelände genutzt worden, der seit dem 19. März 1971 auch elektrisch erreichbar und 1988 noch einmal aufwändig ausgebaut worden war.
Für den neuen Bahnhof wurde ein europaweiter Realisierungswettbewerb mit städtebaulichem Ideenwettbewerb ausgeschrieben.
Der neue Bahnhof wurde am 22. März 2000 offiziell eröffnet. Der erste von zwei Bauabschnitten war bereits im Frühjahr 1998 in Betrieb gegangen, nachdem die Bauarbeiten 1996 aufgenommen worden waren. Insgesamt wurden 200 Millionen Euro investiert, 30 neue Weichen sowie 61 zusätzliche Signale eingebaut. Im Rahmen der Expo 2000 wurden bis zu 133.000 Reisende pro Tag in 300 Reise- und 250 S-Bahn-Zügen erwartet.
Größere Bedeutung erlangte der Bahnhof in der Zeit von März 2022 bis April 2023, als er in Folge des Russisch-Ukrainischen Krieges als Drehkreuz für die Aufnahme und Weiterleitung schutzsuchender Ukrainer fungierte. Durch dieses Drehkreuz wurden insbesondere Städte und Regionen im Osten Deutschlands, die keine Kapazitäten mehr zur Aufnahme hatten, entlastet.
Die Bahnhofshalle überspannt die Gleise mittels einer circa 60 Meter langen und 36 Meter breiten Spannbetonbrücke und ist über die ganze Länge mit einer Dachkonstruktion aus gebogenen Stahlstabwerken überspannt. Der Zugang zu den Durchgangsbahnsteigen erfolgt über eine gleichzeitig als Bahnsteigdach dienende Brückenkonstruktion (Finger), die mit mehreren Abgängen den Bahnsteig erschließt.
Der Messebahnhof verfügt über zwei je 420 Meter lange und 9 Meter breite Bahnsteige an vier durchgehenden Gleisen sowie einen 210 Meter langen Kopfbahnsteig mit zwei Gleisen für hier endende S-Bahn-Züge. Zwei weitere Durchfahrtsgleise der Schnellfahrstrecke Hannover–Würzburg verlaufen zwischen den beiden Mittelbahnsteigen.
Während der Expo 2000 befand sich nordwestlich des Bahnhofes an bestehenden Gleisen ein provisorisches Terminal B, an dessen Bahnsteig Züge aus und in Richtung Norden und Osten endeten und begannen. Die Zugänge wurden nach der Expo wieder abgebaut.

## Verbindungen im Regelverkehr
Im Regelverkehr dient der Bahnhof Hannover Messe/Laatzen seit Dezember 2008 als S-Bahn-Station der stündlich verkehrenden S-Bahn-Linie 4 von Hildesheim über Hannover Messe/Laatzen nach Bennemühlen. Zuvor verkehrte stündlich eine Regionalbahn der Relation Hannover–Hildesheim und zweistündlich ein Metronom der Relation Uelzen–Hannover–Göttingen.
| Linie | Linienverlauf | Takt   |
| ----- | --- | ------ |
| S 4   | Hildesheim – Emmerke – Barnten – Sarstedt – Rethen (Leine) – Hannover Messe/Laatzen – Hannover Bismarckstraße – Hannover Hbf – Hannover-Nordstadt – Hannover-Ledeburg – Hannover-Vinnhorst – Langenhagen Mitte – Langenhagen Pferdemarkt – Langenhagen-Kaltenweide – Bissendorf – Mellendorf – Bennemühlen Stand: Fahrplanwechsel Juni 2022 | 60 min |

Von Dezember 2017 bis Dezember 2019 hielten an diesem Bahnhof zusätzlich Züge auf der Route Berlin – Frankfurt – Stuttgart. Zunächst waren das LOC 1818 und LOC 1819 von Locomore, ab April 2018 die Linie FLX 10 von Flixtrain, welche seit Anfang 2024 wieder am Bahnhof hält. Vom 11. Juni bis 14. Dezember 2019 bedienten aufgrund von durch Bauarbeiten am Hauptbahnhof Hannover bedingtem Ausfall von Zügen auch die Regionalexpresslinie RE2 und die S-Bahn HVZ-Expresslinie S51 den Bahnhof Hannover Messe/Laatzen. Vom 8. Juni bis 13. Juli 2020 begann und endete die Expresslinie S51 im Bahnhof wegen Bauarbeiten auf der Strecke Hannover–Springe.

## Verbindungen im Messeverkehr

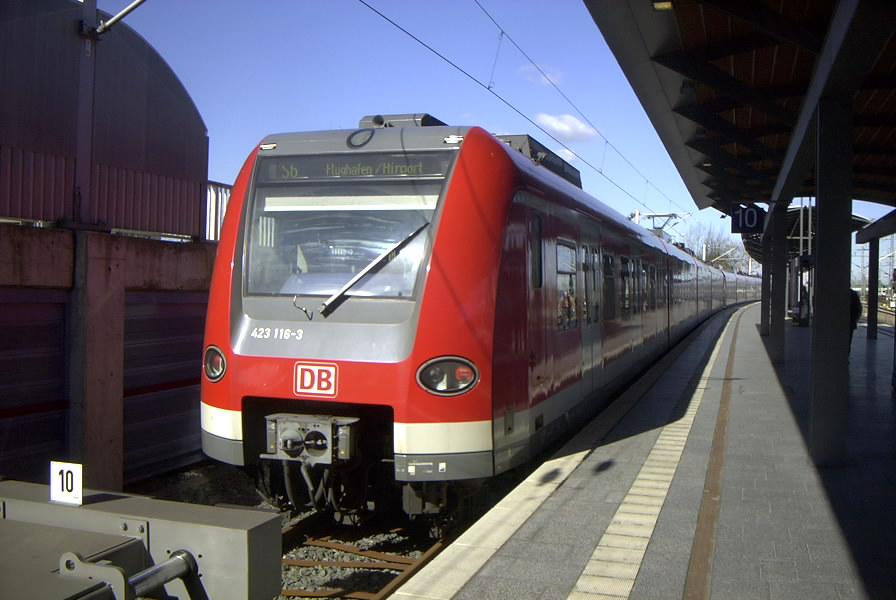
S-Bahn Triebwagen der Baureihe 423 in Hannover Messe/Laatzen am Kopfbahnsteig

Während der großen Messen wie Agritechnica und Hannover Messe ist er auch Fernverkehrsbahnhof, um eine direkte Anbindung des Messegeländes zu ermöglichen. Beispielsweise hielten während der CeBIT 2010 täglich bis zu 72 ICE- und 15 IC-Züge sowie die sonst durchfahrenden Regionalzüge der Linien Hannover–Bad Harzburg (RE 10) und Hannover–Göttingen (RE 2). Die S-Bahn-Linie 4 in Richtung Bennemühlen wird bei großen Messen auf einen Halbstundentakt verstärkt. Die S-Bahn-Linie 8 verkehrt nur zu solchen Anlässen als umsteigefreie Verbindung über den Hauptbahnhof zum Flughafen Hannover. Diese Bedarfslinie der S-Bahn Hannover trug immer die jeweils höchste Liniennummer während der Entwicklung des Liniennetzes (zunächst S5, dann S6, heute S8).
Zu den Messen, während derer hier auch Fernzüge halten, gehören die jährlichen Messen „Hannover Messe“ und Domotex, sowie alle zwei Jahre die Messen Agritechnica, EuroBLECH, EuroTier, LIGNA und die IAA Nutzfahrzeuge. Dann besteht zusätzlich zur S4 folgendes Verkehrsangebot:
| Linie  | Linienverlauf | Takt      |
| ------ | --- | --------- |
| ICE 20 | Kiel / Hamburg-Altona – Hamburg – Hannover – Hannover Messe/Laatzen – Göttingen – Kassel-Wilhelmshöhe – Frankfurt – Mannheim – Karlsruhe – Freiburg – Basel (– Zürich – Interlaken Ost) | 120 min   |
| ICE 22 | Kiel / Hamburg-Altona – Hamburg – Hannover – Hannover Messe/Laatzen – Göttingen – Kassel-Wilhelmshöhe – Frankfurt – Frankfurt Flughafen – Mannheim (– Heidelberg) – Stuttgart           | 120 min   |
| ICE 25 | Lübeck / Hamburg-Altona – Hamburg – Hannover – Hannover Messe/Laatzen – Göttingen – Kassel-Wilhelmshöhe – Fulda – Würzburg – Nürnberg – Ingolstadt – München (– Garmisch-Partenkirchen) | 60 min    |
| IC 26  | (Binz –) Stralsund – Rostock – Hamburg – Hannover – Hannover Messe/Laatzen – Göttingen – Kassel-Wilhelmshöhe – Frankfurt – Heidelberg – Karlsruhe                                       | 120 min   |
| RE2    | Uelzen – Celle – Hannover – Hannover Messe/Laatzen – Sarstedt – Nordstemmen – Elze – Kreiensen – Göttingen                                                                              | 60 min    |
| RE10   | Hannover – Hannover Messe/Laatzen – Hildesheim – Derneburg – Salzgitter-Ringelheim – Goslar – Bad Harzburg                                                                              | 60 min    |
| S 8    | Sonderlinie: Hannover Flughafen – Langenhagen Mitte – Hannover-Nordstadt – Hannover Hbf – Hannover Bismarckstraße – Hannover Messe/Laatzen Stand: Fahrplanwechsel Juni 2022             | 30/60 min |

## Verkehrsanbindung

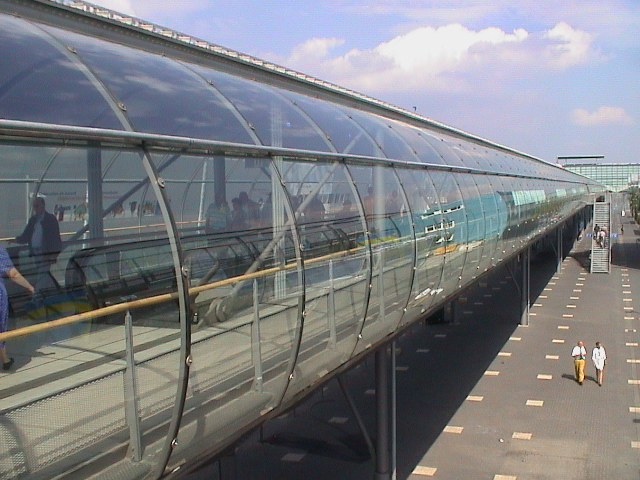
Skywalk zum Messegelände

Die 340 Meter zwischen Bahnhof und Messegelände werden mit dem Skywalk überbrückt. Dieser ist eine aufgeständerte Doppelröhre, in der zwei parallel verlaufende Fahrsteige und zwei Wege eine schnelle und wetterunabhängige Fußgängerverbindung ermöglichen.
Haltestellen der Stadtbahnlinien 1 und 2 sowie der Buslinien 340 und 341 befinden sich etwa 200 Meter entfernt an der Hildesheimer Straße. Direkt am Bahnhof liegen eine Haltestelle (Laatzen/Münchener Straße) der Buslinie 124 sowie eine Fernbus-Haltestelle.
| Linie | Verlauf | Takt |
| ----- | --- | --- |
| 1     | Langenhagen – Berliner Platz – Büttnerstraße – Niedersachsenring – Hauptbahnhof – Kröpcke – Aegidientorplatz – Altenbekener Damm – Peiner Straße – Bothmerstraße – Laatzen/Eichstraße (Bahnhof) – Laatzen/Zentrum – Laatzen – Rethen/Pattenser Straße – Gleidingen – Heisede – Sarstedt | 10 min (Langenh.–Laatzen werktags) 15 min (Langenh.–Laatzen sonn-/feiertags) 20 min (Laatzen–Sarstedt werktags) 30 min (Laatzen–Sarstedt sonn-/feiertags) |
| 2     | Alte Heide – Bahnstrift – Vahrenheider Markt – Büttnerstraße – Niedersachsenring – Hauptbahnhof – Kröpcke – Aegidientorplatz – Altenbekener Damm – Peiner Straße – Bothmerstraße – Laatzen/Eichstraße (Bahnhof) – Laatzen/aquaLaatzium – Laatzen/Ginsterweg – Rethen – Gleidingen       | 10 min (Alte Heide–Peiner Str werktags) 20 min (Peiner Str–Gleidingen werktags) 15 min (sonn-/feiertags)                                                  |